# جوزيف س. جي. كينيدي
جوزيف س. جي. كينيدي (بالإنجليزية: Joseph C. G. Kennedy)‏ هو إحصائي أمريكي، ولد في 1 أبريل 1813 في الولايات المتحدة، وتوفي بنفس المكان في 13 يوليو 1887.